# Сырчин, Павел Леонидович
Павел Леонидович Сырчин (7 ноября 1957, Губаха — 24 октября 2020, Пермь) — советский тяжелоатлет, чемпион СССР (1979), серебряный призёр чемпионата Европы (1979), чемпион мира (1979). Заслуженный мастер спорта СССР (1979).

## Биография
Родился 7 ноября 1957 года в городе Губаха.
Начал заниматься тяжёлой атлетикой в возрасте 14 лет под руководством Валерия Луханина. В 1973 году переехал в Краснокамск, где продолжил тренироваться у Евгения Эктова. В 1977 году был чемпионом мира среди юниоров в весовой категории до 90 кг.
В 1978 году перешёл в весовую категорию до 100 кг. Наиболее значимых успехов добивался в 1979 году. В мае этого года стал серебряным призёром чемпионата Европы в Варне, где уступил только своему соотечественнику Давиду Ригерту. В ноябре того же года в упорной борьбе с венгерским атлетом Яношом Шойомвари завоевал золотую медаль на чемпионате мира в Салониках. В 1980 году входил в сборную СССР в качестве запасного на Олимпийских играх в Москве.
В 1985 году завершил свою спортивную карьеру и занялся тренерской деятельностью в Краснокамском физкультурно-спортивном комплексе. В 2004 году Павлу Сырчину было присвоено звание «Почётный гражданин Краснокамска».
Умер 24 октября 2020 года в одной из больниц Перми, где проходил лечение от пневмонии, вызванной коронавирусной инфекцией (COVID-19).